# Sotalolo
Il sotalolo è un principio attivo di indicazione specifica contro le aritmie cardiache. Fra i betabloccanti non selettivi, il sotalolo è uno dei più idrosolubili ed è inoltre in grado di bloccare anche il canale del potassio, agendo come un antiaritmico di classe III. Ciò permette l'uso di questo farmaco per fibrillazione atriale in concomitanza a tachiaritmie ventricolari.

## Storia del farmaco
Il sotalolo è un farmaco che è stato a lungo studiato a causa delle sue uniche proprietà farmacologiche, mostrando sia un'attività betabloccante che bloccante dei canali del potassio. Negli Stati Uniti è stato sintetizzato nel 1960, prima della sintesi del propranololo. In Europa la commercializzazione è iniziata nel 1974, ma solamente per il trattamento dell'ipertensione. L'interesse per le proprietà antiaritmiche risale ai primi anni '80: gli studi sull'aritmia, iniziati nel 1982, hanno condotto la FDA (Food and Drug Administration) ad approvare il sotalolo per il trattamento delle aritmie pericolose per la vita nel 1992. La commercializzazione del sotalolo per uso orale iniziò in seguito nel 1993; la formulazione per via endovenosa è di approvazione più recente.
il sotalolo è ora disponibile in molte aree del mondo tra cui Europa, Australia, Asia Sud-orientale, Nord e Sud America.

## Indicazioni terapeutiche
L’assunzione di sotalolo è indicata in caso di aritmie ventricolari, sia per il trattamento delle tachiaritmie ventricolari che mettono in pericolo la vita che per il trattamento sintomatico di tachiaritmie ventricolari non sostenute. Trova anche impiego nelle aritmie sopraventricolari, in particolare nella profilassi della tachicardia atriale parossistica, fibrillazione atriale parossistica da rientro nel nodo atrioventricolare attraverso vie accessorie e nel mantenimento del ritmo sinusale dopo fibrillazione atriale.

## Posologia e via di somministrazione

### Sotalolo per via orale
Il trattamento delle tachicardie ventricolari gravi dovrebbe essere iniziato in ambiente ospedaliero, in modo tale da poter monitorare adeguatamente il paziente nel caso di eventuali effetti proaritmici. Nel caso in cui la precedente terapia antiaritmica del paziente dovesse essere sostituita con sotalolo, la somministrazione di quest'ultimo non dovrebbe cominciare prima che siano passate almeno 2-3 emivite del farmaco precedente, per consentirne l'eliminazione ed evitare interazioni. La dose iniziale suggerita è di 160 mg/die in dose singola o in due dosi da 80 mg ogni 12 ore. In caso di necessità il dosaggio può essere aumentato gradualmente, mantenendo intervalli di 2-3 giorni tra un incremento ed il successivo, al fine di consentire il raggiungimento dello stato stazionario e il monitoraggio del tratto QT. La dose massima giornaliera può arrivare a 480-640 mg/die, ma deve essere riservata a pazienti affetti da aritmie ventricolari minacciose, refrattarie alla terapia, previa accurata valutazione del rapporto rischio/beneficio, in particolare nei riguardi del rischio di torsioni di punta.
Gli eventuali effetti proaritmici di sotalolo possono verificarsi all’inizio della terapia ed ogni qualvolta si aumenti il dosaggio. Per questo motivo, l’inizio del trattamento ed ogni aggiustamento successivo andrebbero preceduti dalla misurazione dell’intervallo QT del paziente, della funzionalità renale (clearance), dell’equilibrio elettrolitico e dell’assunzione concomitante di altri farmaci. È opportuno assicurarsi che, durante il trattamento, la frequenza cardiaca non scenda al di sotto dei 50 battiti/minuto. Per tutta la durata del trattamento i pazienti dovrebbero essere monitorati ad intervalli regolari con ECG standard o con monitor Holter, soprattutto coloro che sono affetti da insufficienza renale. È opportuno aggiustare la dose in caso di peggioramento dell’aritmia o dei parametri dell’ECG, come QT (>25% o >500 ms) o QP (>50%). Sotalolo è un farmaco escreto principalmente per via renale, quindi il dosaggio necessita di una riduzione in funzione della clearance renale.
| Clearance creatinina (mL/min) | Dose raccomandata     |
| ----------------------------- | --------------------- |
| >60                           | Dose usuale           |
| 30-60                         | 1/2 della dose usuale |
| 10-30                         | 1/4 della dose usuale |
| <10                           | Non somministrare     |

### Sotalolo per via endovenosa
In Italia non sono approvate formulazioni endovenose di sotalolo in commercio; tuttavia la letteratura disponibile suggerisce che, nelle dosi raccomandate, il sotalolo per via endovenosa può essere somministrato con efficacia negli adulti e può riscontrare anche un uso pediatrico. Come riportato in letteratura, potrebbe essere più efficace di quello orale nella terminazione di aritmie grazie all'abilità di raggiungere maggiori concentrazioni ematiche in un minor tempo. Il sotalolo IV (intravenous) è stato inizialmente approvato dall'FDA nel 2009 ma la sua disponibilità risale solamente al 2015, quando è stato rilanciato.
Le indicazioni FDA per l'uso del sotalolo per via endovenosa riportano: sostituzione della terapia orale, mantenimento del ritmo del seno in pazienti con fibrillazione atriali e aritmie ventricolari pericolose per la vita. Sotalolo per via endovenosa è approvato nell'uso post-chirurgico e nei pazienti critici quando la ridotta permeabilità intestinale o l'assorbimento gastrointestinale sono insufficienti per raggiungere concentrazioni plasmatiche efficaci. Nel 2015 il sotalolo IV è stato raccomandato per il trattamento delle aritmie complesse dalle linee guida dell'"American Heart Association". Può essere utilizzato nella fibrillazione atriale dopo chirurgia cardiaca, nel trattamento di aritmie ventricolari e sopraventricolari soprattutto in situazioni di emergenza. Sotalolo IV ha infatti dimostrato la capacità di diminuire la frequenza e la gittata cardiaca, senza effetti sul volume eiettato o sulla pressione a livello di atri e capillari polmonari. Tutti questi effetti sono stati riscontrati sia in pazienti sani che con problemi cardaci in diverse condizioni: a riposo, durante esercizio fisico e a basso dosaggio.
Prima dell'inizio della terapia sarebbe opportuno effettuare dei controlli quali l'elettrocardiogramma, la clearance della creatinina e il dosaggio delle concentrazioni sieriche di potassio e magnesio. La somministrazione prevista è un'infusione lenta in 5 ore di 75-150 mg, una o due volte al giorno a seconda della funzionalità renale; le dosi raccomandate dall'FDA sono inizialmente di 75mg in 5 ore che possono essere aumentati fino a 112.5mg/5 ore.
La biodisponibilità è del 93% con un picco nella concentrazione plasmatica dopo 2.5-4 ore; non c'è legame con le proteine plasmatiche e viene escreto immodificato dai reni con un'emivita di 12-16 ore. La somministrazione endovenosa consente il raggiungimento dei livelli terapeutici in pochi minuti; la dose corrispondente è minore di quella orale:
| Dose per via orale | Dose per via endovenosa | ml corrispondenti |
| ------------------ | ----------------------- | ----------------- |
| 80 mg              | 75 mg                   | 5 ml              |
| 120 mg             | 112.5 mg                | 7.5 ml            |
| 160 mg             | 150 mg                  | 10 ml             |

Uno studio riporta l'aumento del tempo di ripolarizzazione ventricolare con 100mg di infusione endovenosa, parametro direttamente dipendente dalla concentrazione ematica di sotalolo. Dalla concentrazione sierica del farmaco dipende anche il rischio di torsioni di punta, correlate al prolungamento dell'intervallo QT. Visto che la rapida somministrazione di sotalolo per via endovenosa porta ad elevate concentrazioni sieriche, bisogna prestare attenzione alle dosi e alla metodica di somministrazione per evitare picchi ematici eccessivi che possono condurre alla morte del paziente.

#### Uso pediatrico del sotalolo endovenoso
Pur non rappresentando un trattamento di prima scelta, il sotalolo per via endovenosa può essere utilizzato per il trattamento delle aritmie ventricolari e sopraventricolari in neonati e bambini. Le motivazioni che hanno condotto agli studi sul sotalolo in ambito pediatrico sono state le poche terapie disponibili per i bambini, la difficoltà nella somministrazione soprattutto nei neonati ed i numerosi effetti collaterali spesso riscontrati nelle terapie classiche con altri antiaritmici. Inoltre il sotalolo orale, pur essendo sicuro ed efficace, presenta una lenta insorgenza dell'effetto che lo rende inadatto a condizioni di emergenza.
La somministrazione endovenosa di sotalolo in infusione continua con una dose di carico di 1mg/kg in 10 minuti seguiti da una dose di mantenimento di 4.5mg/kg al giorno, ha riscontrato buone risposte nei pazienti pediatrici trattati.
Alte dosi (150mg/m2) sono state dimostrate sicure ed efficaci senza allungamento del QT. Altri studi suggeriscono la somministrazione di 30 mg/m2 per 3 volte al giorno (corrispondente a 160mg della dose giornaliera di sotalolo orale negli adulti) che può in seguito essere alzata a 60 mg/m2  a seconda della pressione sanguigna, dell'intervallo QT e della risposta registrata.
Nonostante gli studi ed i risultati presenti sembrino portare a risultati promettenti, sono necessari ulteriori studi sulla somministrazione di sotalolo in ambito pediatrico.

## Farmacodinamica
Sotalolo è un farmaco antiaritmico con proprietà antipertensive. Sebbene non sia utilizzato come antipertensivo, l'attività betabloccante consente una certa riduzione della pressione sanguigna nei soggetti ipertesi. Il farmaco, nella classificazione dei principi attivi antiaritmici di Vaugham-Williams, rientra nelle classi II (betabloccanti) e III (inibitori dei canali del potassio).

### Antagonismo dei recettori beta adrenergici
Sotalolo è un antagonista competitivo non selettivo dei recettori beta 1 e beta 2 adrenergici, sprovvisto di attività simpaticomimetica intrinseca (ISA) o stabilizzatrice di membrana. L'azione beta antagonista (limitata all’isomero levogiro) si esplica principalmente a livello del nodo del seno, presso il quale l’inibizione del controllo simpatico aumenta la durata del ciclo pacemaker. Sotalolo, inoltre, riduce la conduzione attraverso il nodo atrioventricolare. Queste proprietà portano ad un effetto inotropo e cronotropo negativo, che riduce il lavoro del cuore e di conseguenza il suo consumo di ossigeno e la sua gittata. Sotalolo inoltre, come gli altri betabloccanti, inibisce la secrezione di renina antagonizzando i recettori beta 1 delle cellule juxtaglomerulari del rene, bloccando a monte il sistema renina-angiotensina-aldosterone portando ad una riduzione della pressione sanguigna nei soggetti ipertesi.

### Blocco dei canali del potassio cardiaci
Sotalolo appartiene anche alla classe III di Vaugham-Williams in quanto è in grado di diminuire l'attività dei canali del potassio deputati al ripristino del potenziale di membrana a riposo della cellula cardiaca. Questa proprietà si evidenzia tramite il blocco dei canali del potassio hERG, i quali sono i responsabili della corrente rettificante ritardata verso l’esterno (IKr), ovvero l'uscita di ioni K+ che, nella fase 4 del potenziale d'azione del miocita, riporta il potenziale di membrana al valore di riposo. La cellula cardiaca, dunque, impiega più tempo a ripolarizzarsi, di conseguenza ne viene allungato il periodo refrattario, ovvero il lasso di tempo entro il quale non può essere generato un altro potenziale d’azione. Ciò rende la cellula meno sensibile a segnali anomali che causerebbero contrazioni premature. l'attività antiaritmica è condivisa da entrambi gli enantiomeri.
L’attività antagonista presso i recettori beta è evidenziabile già alla dose di 25 mg/die, mentre l’influenza sui canali del potassio si ha solo a partire da 160 mg/die.

## Farmacocinetica
Sotalolo è un farmaco prontamente assorbito dal sistema gastrointestinale. Dopo somministrazione orale a stomaco vuoto, infatti, la biodisponibilità supera il 90%. L’assorbimento è ridotto del 20% quando assunto in concomitanza con il cibo. La concentrazione plasmatica massima si raggiunge dopo 2,5-4 ore, è caratterizzata da una cinetica lineare (ovvero è proporzionale alla dose assunta) e mostra scarse differenze interindividuali. Lo steady-state si ottiene dopo 2-3 giorni. Il volume apparente di distribuzione è di 1,2-2,4 L/kg, il che indica una distribuzione del farmaco nei compartimenti centrali (plasma) e periferici. L’emivita di eliminazione è di 10-20 ore. Sotalolo non si lega alle proteine plasmatiche e non viene metabolizzato: queste caratteristiche sono importanti perché minimizzano il rischio di interazioni con altri farmaci dovuta a spiazzamento dalle proteine plasmatiche e competizione per i citocromi P450. Grazie alla sua idrofilia, sotalolo non attraversa la barriera ematoencefalica: la sua concentrazione nel liquido cerebrospinale è, infatti, pari al 10% di quella ematica. Sotalolo attraversa la barriera placentare e la concentrazione del PA nel sangue del cordone ombelicale è 1,05 volte quella del sangue materno. Sotalolo è notevolmente escreto nel latte materno, nel quale si riscontrano concentrazioni 5 volte superiori quelle ematiche. La principale via di eliminazione è quella renale (80-90% del farmaco è escreto immutato per via urinaria, il resto attraverso le feci), per questo il dosaggio va aggiustato in caso di insufficienza renale.

## Controindicazioni
Sotalolo non deve essere utilizzato in caso di:
- Sindrome del seno malato
- Blocco cardiaco AV di secondo e terzo grado a meno che sia presente un pacemaker funzionante
- Sindromi del QT allungato, congenite o acquisite.
- Torsioni di punta
- Bradicardia sinusale sintomatica
- Insufficienza cardiaca scompensata non controllata
- Shock cardiogeno
- Anestesia che produce depressione miocardica
- Feocromocitoma non trattato
- Ipotensione
- Fenomeno di Raynaud e gravi disturbi circolatori periferici
- Storia di malattia ostruttiva cronica delle vie aeree o asma bronchiale
- Ipersensibilità al sotalolo o agli eccipienti contenuti nel medicinale
- Acidosi metabolica, ipokaliemia o ipomagnesiemia
- Insufficienza renale grave (clearance della creatinina minore di 30ml/min)
- Gravidanza e allattamento.

### Gravidanza e allattamento
Il sotalolo è in grado di oltrepassare la placenta ed è stato ritrovato nel liquido amniotico: come altri beta-bloccanti può ridurre la perfusione placentare con possibilità di causare morte del feto intrauterino o parto immaturo e prematuro. Possono inoltre comparire nel feto o nel neonato alcune reazioni avverse quali ipoglicemia e bradicardia, oltre che aumentare il rischio di sviluppare complicanze cardiache e polmonari nel periodo post-natale.
Dati i possibili effetti collaterali, l’assunzione di sotalolo non è raccomandata durante l’allattamento al seno in quanto è in grado di passare nel latte materno: è quindi necessario valutare se interrompere l’allattamento o sospendere la terapia, considerando l’importanza del medicinale per la madre.

## Interazione con altri medicinali
Sotalolo può interagire con varie categorie di farmaci:
- Antiaritmici: è controindicata la cosomministrazione di sotalolo con altri farmaci antiaritmici, soprattutto quelli di classe 1 (disopiramide, chinidina, procainamide) e di classe 3 (amiodarone) a causa della loro capacità di prolungare il periodo refrattario
- Betabloccanti: La cosomministrazione con altri betabloccanti può avere effetto additivo di classe 2 e di conseguenza aggravare gli effetti collaterali correlati (broncospasmo, bradicardia, ipotensione)
- Farmaci deplettori di potassio: (diuretici depletori di potassio, amfotericina B i.v., corticosteroidi sistemici, lassativi stimolanti) la diminuzione della kaliemia indotta da alcuni farmaci aumenta il rischio di torsioni di punta, che può sommarsi all'effetto proaritmico caratteristico di sotalolo. In caso di cosomministrazione andrebbe monitorata ed eventualmente corretta la kaliemia e monitorato l’ECG
- Farmaci che prolungano l'intervallo QT: (antiaritmici di classe 1, fenotiazine, antidepressivi triciclici, terfenadina, astemizolo, alcuni antibiotici chinolonici) sotalolo induce un aumento dell'intervallo QT che, sommato all'aumento provocato da questi farmaci può condurre a pericolose torsioni di punta. Sotalolo va cosomministrato assieme a questi principi attivi con estrema cautela
- Digossina: la concentrazione ematica di digossina non è sostanzialmente modificata dalla co somministrazione di sotalolo. I pazienti in trattamento con entrambi i principi attivi presentano un maggior rischio di eventi proaritmici, in quanto l’insufficienza cardiaca, patologia spesso trattata con digossina, è un noto fattore di rischio per gli eventi aritmici.
- Calcio-antagonisti: i farmaci calcio-antagonisti ad azione periferica (diidropiridine), quando somministrati assieme a sotalolo, possono indurre fenomeni ipotensivi, bradicardia, anomalie della conduzione ed insufficienza cardiaca (in soggetti con insufficienza incontrollata o latente) a causa della somma dell’effetto inotropo negativo. I calcio-antagonisti ad azione cardiodepressiva (verapamile, diltiazem) possono avere effetto additivo sulla conduzione cardiaca e sulla funzione ventricolare
- Agenti antiadrenergici: (guanetidina, reserpina) l’uso concomitante di questi farmaci può determinare una eccessiva diminuzione del tono adrenergico a riposo, portando a ipotensione, bradicardia ed eventi sincopali
- Insulina ed ipoglicemizzanti orali: può verificarsi ipoglicemia in quanto sotalolo è un betabloccante non cardioselettivo che può bloccare la risposta compensatoria del sistema simpatico all'ipoglicemia. Il dosaggio dei farmaci ipoglicemizzanti può necessitare, quindi, di un aggiustamento. Sotalolo può inoltre mascherare alcuni sintomi della ipoglicemia (palpitazioni e tachicardia)
- Agenti beta-agonisti: (isoprenalina, terbutalina, salbutamolo) potrebbe essere necessario un aumento del dosaggio a causa dell’effetto antagonista di sotalolo
- Clonidina: la clonidina è un agonista α2 adrenergico usato come antipertenivo che, se interrotto improvvisamente, può esacerbare l'ipertensione a causa dell’effetto rebound. Anche sotalolo, in quanto betabloccante, quando sospeso può avere tale effetto di conseguenza andrebbe interrotto gradualmente alcuni giorni prima della graduale sospensione della clonidina
- Farmaci tubocurarina-simili: la contemporanea somministrazione di betabloccanti può prolungare il blocco muscolare indotto da tali farmaci durante le procedure anestesiologiche.
- Floctafenina: la floctafenina è un farmaco antinfiammatorio non steroideo (FANS) che può causare effetti collaterali come shock e ipotensione ai quali l'organismo reagisce mediante reazioni compensatorie cardiovascolari bloccate da sotalolo
- Anestetici generali alogenati: sotalolo può inibire le reazioni compensatorie dell'organismo in caso di ipotensione indotta da anestetici volatili alogenati. L'anestesista deve sapere che il paziente è in trattamento con sotalolo e, eventualmente, possono essere usati beta agonisti per superare il blocco
- Esami di laboratorio: la misurazione di metanefrina (un metabolita della epinefrina) urinaria con metodi fotometrici è un comune metodo utilizzato per la diagnosi di feocromocitoma, un tumore della midollare del surrene. La metanefrina urinaria può risultare falsamente elevata quando presente sotalolo nelle urine, quindi, in questo caso, la determinazione va effettuata con altre tecniche.

## Effetti indesiderati
Gli effetti indesiderati di sotalolo derivano principalmente dalle sue proprietà betabloccanti, sono generalmente di lieve entità e possono scomparire autonomamente durante la terapia.
L’effetto indesiderato più grave è la proaritmia ovvero l’insorgenza di nuove aritmie, in particolare torsioni di punta. Questo effetto è direttamente associato all'allungamento dell'intervallo QT indotto dal farmaco in conseguenza del suo effetto antiaritmico di classe III. Gli studi clinici hanno evidenziato un rischio di proaritmia dipendente dalla gravità dell'aritmia preesistente. In particolare, pazienti con tachicardia ventricolare sostenuta presentavano un rischio di torsioni di punta intorno al 4% e di peggioramento della tachicardia ventricolare dell'1%, mentre nei pazienti con aritmie ventricolari meno gravi il rischio di torsioni si abbassava attorno all'1%. È stata dimostrata anche una correlazione tra la dose somministrata e il rischio di proaritmia, la quale era notevolmente aumentata per dosaggi giornalieri superiori a 320mg.
Sotalolo può causare effetti collaterali presso molti apparati:
- Sistema emopoietico: trombocitopenia, eosinofilia, leucopenia
- Metabolismo: ipoglicemia
- Psichiatrici: depressione, ansia
- Sistema nervoso: vertigini, emicrania, disturbi del sonno, parestesie, senso di affaticamento, astenia
- Cardiovascolare: bradicardia sinusale, disturbo di conduzione atrioventricolare, dispnea, dolore toracico, palpitazioni, edema, anomalie ECG, ipotensione, proaritmia, sincope, insufficienza cardiaca, sindrome di Raynaud, peggioramento della claudicazione intermittente preesistente;
- Respiratorie: broncostenosi, dispnea, in particolare nei pazienti affetti da patologie ostruttive
- Gastrointestinali: nausea, vomito, diarrea, dispepsia, dolore addominale
- Cute: manifestazioni cutanee anche simil-psorisiache, esacerbazione di psoriasi esistente, esantema, rash, prurito, fotosensibilità, diaforesi
- Muscoloscheletrico: crampi, atralgia, mialgia
- Urogenitali: disfunzioni sessuali.

## Avvertenze speciali e precauzione d'uso
L’assunzione di sotalolo non deve essere sospesa bruscamente ma, se possibile, il dosaggio dovrebbe essere gradualmente ridotto in un periodo di circa una o due settimane. In seguito a brusca sospensione del trattamento sono stati evidenziati casi di ipersensibilità alle catecolammine, casi occasionali di esacerbazione di angina pectoris e infarti del miocardio.
In seguito all’assunzione di sotalolo può avvenire la comparsa di nuove aritmie o l’aggravamento di aritmie già preesistenti. L’elettrocardiogramma può risultare alterato e mostrare un allungamento dell’intervallo QT, condizione che predispone alla comparsa di torsione di punta, un fenomeno sembra colpire maggiormente le donne ed essere dose-dipendente. La torsione di punta può insorgere anche in condizioni di pregressa cardiomegalia, scompenso cardiaco o in caso di ipokaliemia o ipomagnesiemia: per questo motivo deve essere prestata particolare attenzione agli equilibri elettrolitici ed acido-base prima della somministrazione di sotalolo, soprattutto in pazienti con diarrea grave e prolungata o in trattamento concomitante di farmaci depletori di magnesio e/o di potassio.  La torsione di punta può verificarsi subito dopo aver iniziato la terapia o in seguito ad incremento della dose; nella maggior parte dei pazienti termina spontaneamente.
Il sotalolo è un farmaco appartenente alla famiglia dei betabloccanti e, come tale, può ulteriormente deprimere la contrattilità miocardica e complicare l’insufficienza cardiaca. In pazienti post-infartuati o con disfunzione ventricolare sinistra, prima della somministrazione devono essere valutati attentamente i rischi rispetto ai benefici connessi alla somministrazione di sotalolo. All’inizio della terapia deve essere effettuato un attento monitoraggio e l’aumento graduale del dosaggio.
Particolare attenzione deve essere posta anche in pazienti con insufficienza renale, in quanto sotalolo viene eliminato per questa via. La dose può richiedere un aggiustamento a seconda delle condizioni del paziente o in caso di somministrazione in età geriatrica, tenendo conto della possibile riduzione delle funzioni renali. Al contrario, pazienti con alterazioni della funzionalità epatica non mostrano riduzione nell’eliminazione del sotalolo in quanto il farmaco non è soggetto a metabolismo di primo passaggio.
Sotalolo deve essere impiegato con cautela anche in caso di disturbi respiratori ostruttivi, di diabete mellito o problemi alla tiroide. La sua somministrazione può infatti mascherare importanti segni premonitori di ipoglicemia acuta o segni clinici di ipertiroidismo. In alcuni pazienti asmatici si può verificare un aumento della resistenza delle vie aeree.
Anche in caso di pazienti sottoposti ad anestesia con conseguente depressione miocardica, sotalolo deve essere usato con cautela. Non deve invece essere somministrato a pazienti con feocromocitoma (a meno che non siano in trattamento con alfa-bloccanti).
Sotalolo in rari casi ha indotto un peggioramento nei sintomi di Psoriasis vulgaris.

## Sovradosaggio
Raramente il sovradosaggio di sotalolo è risultato letale. Tuttavia compaiono segni e sintomi del sovradosaggio quali bradicardia, insufficienza cardiaca congestizia, ipotensione, broncospasmo e ipoglicemia. In caso di sovradosaggio la terapia deve essere interrotta e il paziente tenuto sotto osservazione.
Nell’insufficienza cardiaca grave, anche bassi dosaggi del farmaco possono provocare il deterioramento delle condizioni cardiache. In base al sovradosaggio, il quadro clinico sarà caratterizzato da sintomi cardiovascolari o a carico del sistema nervoso centrale: stanchezza, perdita di coscienza, dilatazione delle pupille, broncospasmo e sintomi di shock cardiovascolare.